# Kostel svaté Marie Draperis
Římskokatolický kostel Svaté Marie Draperis (italsky: Chiesa di Santa Maria Draperis, turecky: Meryem Ana Draperis Latin Katolik Kilisesi) se nachází v městské části Beyoğlu v tureckém Istanbulu. Založen byl v roce 1584 a je jedním z nejstarších římskokatolických chrámů v Istanbulu.